# Oxalis rosea
Oxalis rosea är en harsyreväxtart som beskrevs av Nikolaus Joseph von Jacquin. Oxalis rosea ingår i släktet oxalisar, och familjen harsyreväxter. Inga underarter finns listade i Catalogue of Life.